# Station Murjek
Station Murjek is een spoorwegstation in de Zweedse plaats Murjek. Het station is geopend in 1888 en ligt aan de Malmbanan. Het originele station is in 1960 afgebrand.
Station Murjek is een station aan de nachtlijn Stockholm - Narvik.

## Verbindingen
| Serie | Treinsoort                           | Route                                                                           | Bijzonderheden                               |
| ----- | ------------------------------------ | ------------------------------------------------------------------------------- | -------------------------------------------- |
| 30    | Intercity / Stoptrein (SJ / Norrtåg) | Luleå – Boden – Murjek – Gällivare – Kiruna – Björkliden – Riksgränsen – Narvik | Stopt op sommige stations alleen op verzoek. |
| 94    | Nachttrein (SJ)                      | Stockholm – Gävle – Sundsvall – Umeå – Murjek – Kiruna – Riksgränsen – Narvik   |                                              |